# Lista över Sveriges damlandskamper i rugby union
Här listas Sveriges damlandskamper i rugby union (från 1984 till 2002).

## Lista
| Datum       | År   | Spelort                                | Match                 | Resultat | Övrigt                                   | Källor |
| ----------- | ---- | -------------------------------------- | --------------------- | -------- | ---------------------------------------- | ------ |
| ?           | 1984 | Malmö, Sverige                         | Sverige-Nederländerna | 0-34     |                                          | [ 1 ]  |
| ?           | 1985 | Nijmegen, Nederländerna                | Nederländerna-Sverige | 19-0     |                                          | [ 1 ]  |
| ?           | 1986 | Akerslot, Nederländerna                | Nederländerna-Sverige | 11-6     |                                          | [ 1 ]  |
| ?           | 1986 | Bryssel, Belgien                       | Belgien-Sverige       | 0-32     |                                          | [ 1 ]  |
| 15 oktober  | 1988 | Waterloo, England, Storbritannien      | England-Sverige       | 40-0     |                                          | [ 1 ]  |
| 14 oktober  | 1989 | Västberlin, Västtyskland               | Västtyskland-Sverige  | 0-8      |                                          | [ 1 ]  |
| 8 april     | 1991 | Glamorgan, Wales, Storbritannien       | Frankrike-Sverige     | 37-0     | VM 1991                                  | [ 1 ]  |
| 10 april    | 1991 | Llanharan, Wales, Storbritannien       | Sverige-Japan         | 20-0     | VM 1991                                  | [ 1 ]  |
| 11 april    | 1991 | Cardiff, Wales, Storbritannien         | Italien-Sverige       | 18-0     | VM 1991                                  | [ 1 ]  |
| 9 november  | 1991 | Trelleborg, Sverige                    | Sverige-Tyskland      | 20-10    |                                          | [ 1 ]  |
| 11 april    | 1994 | Melrose, Skottland, Storbritannien     | Sverige-USA           | 0-111    | VM 1994                                  | [ 1 ]  |
| 13 april    | 1994 | Melrose, Skottland, Storbritannien     | Sverige-Japan         | 5-10     | VM 1994                                  | [ 1 ]  |
| 17 april    | 1994 | Kirkcaldy, Skottland, Storbritannien   | Sverige-Ryssland      | 20-13    | VM 1994                                  | [ 1 ]  |
| 21 april    | 1994 | Boroughmuir, Skottland, Storbritannien | Sverige-Kazakstan     | 12-31    | VM 1994                                  | [ 1 ]  |
| 24 april    | 1994 | Meggetland, Skottland, Storbritannien  | Skottland-Sverige     | 60-0     |                                          | [ 1 ]  |
| 19 november | 1994 | Hamburg, Tyskland                      | Tyskland-Sverige      | 12-0     |                                          | [ 1 ]  |
| 5 augusti   | 1997 | Stockholm, Sverige                     | Sverige-Skottland     | 0-42     |                                          | [ 2 ]  |
| 2 maj       | 1998 | Amsterdam, Nederländerna               | Sverige-England       | 0-75     | VM 1998                                  | [ 2 ]  |
| 5 maj       | 1998 | Amsterdam, Nederländerna               | Nederländerna-Sverige | 44-0     | VM 1998                                  | [ 2 ]  |
| 9 maj       | 1998 | Amsterdam, Nederländerna               | Sverige-Kazakstan     | 5-47     | VM 1998                                  | [ 2 ]  |
| 12 maj      | 1998 | Amsterdam, Nederländerna               | Sverige-Tyskland      | 18-20    | VM 1998                                  | [ 2 ]  |
| 15 maj      | 1998 | Amsterdam, Nederländerna               | Sverige-Ryssland      | 23-3     | VM 1998                                  | [ 2 ]  |
| 12 augusti  | 2000 | Hannover, Niedersachsen , Tyskland     | Tyskland-Sverige      | 5-30     |                                          | [ 2 ]  |
| 7 maj       | 2001 | Villeneuve-d'Ascq, Frankrike           | Sverige-Tyskland      | 15-13    | EM 2001                                  | [ 2 ]  |
| 9 maj       | 2001 | Lille, Frankrike                       | Sverige-Belgien       | 90-0     | EM 2001                                  | [ 2 ]  |
| 12 maj      | 2001 | Lille, Frankrike                       | Sverige-Belgien       | 13-12    | EM 2001                                  | [ 2 ]  |
| 11 november | 2001 | Edinburgh, Skottland, Storbritannien   | Skottland-Sverige     | 13-3     |                                          | [ 2 ]  |
| 20 mars     | 2002 | Treviso, Italien                       | Sverige-Nederländerna | 22-0     | EM 2002                                  | [ 2 ]  |
| 23 mars     | 2002 | Treviso, Italien                       | Italien-Sverige       | 35-24    | EM 2002                                  | [ 2 ]  |
| 24 november | 2002 | Murrayfield, Skottland, Storbritannien | Skottland-Sverige     | 34-3     | Första dammatchen på Murrayfield Stadium | [ 2 ]  |

### Fotnoter
1. 1 2 3 4 5 6 7 8 9 10 11 12 13 14 15 16  ”1984-1994”. Svenska Rugbyförbundet. http://iof3.idrottonline.se/SvenskaRugbyforbundet/Forbundet/HistorikStatistik/Landskamper/Damlandskamper/1984-1994/. Läst 15 mars 2014.
2. 1 2 3 4 5 6 7 8 9 10 11 12 13 14  ”1997-2002”. Svenska Rugbyförbundet. http://iof3.idrottonline.se/SvenskaRugbyforbundet/Forbundet/HistorikStatistik/Landskamper/Damlandskamper/1997-2002/. Läst 15 mars 2014.